# Harry Meeking
Harry Meeking, född 4 november 1894 i Berlin, Ontario, död 13 december 1971, var en kanadensisk professionell ishockeyspelare. Meeking spelade bland annat för Toronto Blueshirts, Toronto Arenas, Victoria Aristocrats, Victoria Cougars, Detroit Cougars och Boston Bruins i NHA, NHL, PCHA och WCHL åren 1915–1927. Han vann två Stanley Cup-titlar, 1918 med Toronto Arenas och 1925 med Victoria Cougars.

## Statistik
CBHL = Cape Breton Hockey League
| 1912–13            | Toronto Canoe Club        | OHA-Jr.            | –   | –  | –  | –  | –   | –  | – | – | – | –  |
| 1912–13            | Toronto R & AA            | OHA-Sr.            | –   | –  | –  | –  | –   | 1  | 0 | 0 | 0 | 0  |
| 1913–14            | Toronto R & AA            | OHA-Sr.            | 4   | 5  | 0  | 5  | –   | 2  | 2 | 0 | 2 | 4  |
| 1914–15            | Toronto Victorias         | OHA-Sr.            | 6   | 16 | 0  | 16 | –   | 4  | 2 | 0 | 2 | –  |
| 1915–16            | Toronto Blueshirts        | NHA                | 14  | 3  | 1  | 4  | 8   | 2  | 0 | 0 | 0 | 0  |
| 1916–17            | Ottawa Signallers         | OCHL               | 8   | 7  | 0  | 7  | 32  | –  | – | – | – | –  |
| 1917–18            | Toronto Arenas            | NHL                | 21  | 10 | 9  | 19 | 28  | 2  | 3 | 0 | 3 | 6  |
| 1917–18            | Toronto Arenas            | Stanley Cup        | –   | –  | –  | –  | –   | 5  | 1 | 2 | 3 | 18 |
| 1918–19            | Toronto Arenas            | NHL                | 14  | 7  | 3  | 10 | 32  | –  | – | – | – | –  |
| 1918–19            | Glace Bay Miners          | CBHL               | –   | –  | –  | –  | –   | –  | – | – | – | –  |
| 1919–20            | Victoria Aristocrats      | PCHA               | 21  | 4  | 4  | 8  | 51  | –  | – | – | – | –  |
| 1920–21            | Victoria Aristocrats      | PCHA               | 24  | 13 | 2  | 15 | 15  | –  | – | – | – | –  |
| 1921–22            | Victoria Aristocrats      | PCHA               | 24  | 2  | 4  | 6  | 33  | –  | – | – | – | –  |
| 1922–23            | Victoria Cougars          | PCHA               | 28  | 17 | 9  | 26 | 43  | 2  | 0 | 0 | 0 | 2  |
| 1923–24            | Victoria Cougars          | PCHA               | 29  | 8  | 5  | 13 | 34  | –  | – | – | – | –  |
| 1924–25            | Victoria Cougars          | WCHL               | 28  | 12 | 2  | 14 | 24  | 4  | 0 | 0 | 0 | 2  |
|                    |                           | Stanley Cup        | –   | –  | –  | –  | –   | 4  | 0 | 1 | 1 | 2  |
| 1925–26            | Victoria Cougars          | WHL                | 19  | 1  | 1  | 2  | 20  | 4  | 0 | 0 | 0 | 0  |
|                    |                           | Stanley Cup        | –   | –  | –  | –  | –   | 4  | 0 | 0 | 0 | 6  |
| 1926–27            | Detorit Cougars           | NHL                | 6   | 0  | 0  | 0  | 4   | –  | – | – | – | –  |
| 1926–27            | Boston Bruins             | NHL                | 23  | 1  | 0  | 1  | 2   | 7  | 0 | 0 | 0 | 0  |
| 1926–27            | Windsor Hornets           | Can-Pro            | 11  | 5  | 2  | 7  | 14  | –  | – | – | – | –  |
| 1927–28            | New Haven Eagles          | Can-Am             | 39  | 9  | 6  | 15 | 61  | –  | – | – | – | –  |
| 1928–29            | Philadelphia Arrows       | Can-Am             | 38  | 5  | 1  | 6  | 60  | –  | – | – | – | –  |
| 1929–30            | Toronto Millionaires      | IHL                | 19  | 2  | 3  | 5  | 30  | –  | – | – | – | –  |
| 1929–30            | London Panthers           | IHL                | 6   | 1  | 1  | 2  | 6   | –  | – | – | – | –  |
| 1929–30            | Kitchener Flying Dutchmen | Can-Pro            | 2   | 1  | 0  | 1  | 0   | –  | – | – | – | –  |
| NHL totalt         | NHL totalt                | NHL totalt         | 64  | 18 | 12 | 30 | 66  | 9  | 3 | 0 | 3 | 6  |
| PCHA totalt        | PCHA totalt               | PCHA totalt        | 126 | 44 | 24 | 68 | 176 | 2  | 0 | 0 | 0 | 2  |
| WCHL + WHL totalt  | WCHL + WHL totalt         | WCHL + WHL totalt  | 47  | 13 | 3  | 16 | 44  | 8  | 0 | 0 | 0 | 2  |
| Stanley Cup totalt | Stanley Cup totalt        | Stanley Cup totalt | –   | –  | –  | –  | –   | 13 | 1 | 3 | 4 | 26 |